# Emil Giurgiuca
Emil Giurgiuca (n. 27 decembrie 1906, Diviciorii Mari, comitatul Solnoc-Dăbâca, Austro-Ungaria – d. 3 martie 1992, București) a fost un poet și traducător român.

## Biografie
S-a născut în regiunea Transilvania; părinții săi erau preotul Ioan Giurgiuca și soția sa, Pelaghia (născută Băieșu). A urmat studii medii la Gherla din 1918 până în 1923, apoi cursurile Facultății de Litere și Filozofie din cadrul Universității din București în perioada 1925-1929. A predat ca profesor la liceele din Aiud (1929-1931), Uioara (1931-1933), Brad (1933-1934), Cluj (1934-1936; 1939-1940), Sighișoara (1936-1939) și București (1949-1965). Între 1933 și 1934, a condus revista Abecedar din Brad, la început împreună cu George Boldea și apoi cu Teodor Murășanu, Pavel Dan, Mihai Beniuc și Grigore Popa. De asemenea, el a lucrat în calitate de consilier la Editura Miron Neagu din Sighișoara și în perioada 1965-1970 a fost redactor-șef al revistei Colocvii.
Giurgiuca a debutat publicistic în 1925, la scurt timp după liceu, cu poeme în stilul lui George Coșbuc, Ștefan Octavian Iosif și Octavian Goga care au apărut în revista Datina din Turnu Severin. Scrierile sale au apărut și în Universul literar, România literară din Aiud, Țara noastră, Gândirea, Gând românesc, Tribuna, Gazeta literară și România literară. Prima sa carte publicată a fost Anotimpuri (1938), urmată de Dincolo de pădure în 1943;ambele cărți erau tipice pentru poezia transilvăneană impregnată cu nostalgie pentru sat și pentru natură. Supărat din cauza pierderii nordului Transilvaniei de către România în 1940, el a protestat în versuri. El a fost marginalizat la începuturile regimului comunist și nu a publicat timp de peste două decenii, fie pentru că nu i-a fost permis, fie pentru că nu voia să practice realismul socialist. Poemele verii (1964), Cântece de țară (1967) și Semne pe scurt (1972) au fost ultimele trei volume ale unui poet axat pe euforia soarelui și contemplarea elegiacă. Poeme, o antologie care a inclus câteva poezii nepublicate, a apărut în 1989.
A alcătuit două antologii ale altor autori: Poeți tineri ardeleni (1940) și Transilvania în poezia românească (1943). Giurgiuca a tradus scrierilor mai multor autori maghiari precum Zsigmond Móricz, Kálmán Mikszáth, Géza Gárdonyi, István Örkény și József Darvas. Un prim studiu monografic despre Giurgiuca a apărut în 2006, la centenarul nașterii sale, fiind urmat de un al doilea în 2013. În plus, o antologie centenară a apărut la Brad în 2006.

## Distincții
- Ordinul Muncii clasa a III-a (10 august 1964) „pentru merite deosebite în opera de construire a socialismului, cu prilejul celei de a XX-a aniversări a eliberării patriei”[5]

## Opera literară
- Anotimpuri, București, 1938;
- Dincolo de pădure, București, 1943;
- Poemele verii, București, 1964;
- Cântece de țară, București, 1967;
- Poezii, București, 1968;
- Semne pe scut, București, 1972;
- Poeme, prefață de Ion Dodu Bălan, București, 1989.

## Antologii
- Poeți tineri ardeleni, cu optsprezece măști de lut de Ion Vlasiu, București, 1940;
- Transilvania în poezia românească, București, 1943.

## Traduceri
- Culegere din lirica maghiară, București, 1947;
- István Nagy, Toate drepturile rezervate, București, 1948;
- Béla Illés, Cânt omul și luptele lui, prefață de László Földes, București, 1950, Rapsodia Carpaților, I-III, prefață de Gall Erno, București, 1950-1951;
- Zoltán Vas, 16 ani de închisoare, București, 1951;
- József Jolán, La periferia orașului, București, 1952;
- István Örkény, Soții, București, 1953;
- Kálmán Mikszáth, Schițe, București, 1954;
- Zsigmond Móricz, Cel din urmă haiduc, București, 1955, Fii bun până la moarte, prefață de Sándor Fodor, București, 1956, Chef boieresc, București, 1961;
- Gyula Illyés, Poporul pustelor, București, 1956;
- Géza Gárdonyi, Stelele din Eger, prefață de János Szász, București, 1957;
- Béla Gy. Szabó, Schițe de călătorie din China, București, 1959;
- József Méliusz, Cât cuprind cu ochii. Poeme (1931-1960), prefață de Mihai Gafița, București, 1962 (în colaborare cu Radu Boureanu);
- József Darvas, Istoria unei familii de țărani, prefață de György Kovács, București, 1963;
- János Bartalis, Poezii, București, 1968;
- Jenő Dsida, Peisaj cu nori, prefață de Ștefan Augustin Doinaș, București, 1974.